# Pardirallus
Pardirallus is een geslacht van vogels uit de familie Rallen, koeten en waterhoentjes (Rallidae). Het geslacht telt 3 soorten.

## Soorten
- Pardirallus maculatus  – Gevlekte ral
- Pardirallus nigricans  – Rouwral
- Pardirallus sanguinolentus  – Loodgrijze ral